# Bassano Virtus 55
Pour les articles homonymes, voir Bassano.
 (juillet 2016).
Maillots
Le Bassano Virtus 55 Soccer Team est un club italien de football. Il est basé à Bassano del Grappa dans la province de Vicence, en Vénétie. En 2018, le club est déplacé pour son propriétaire Renzo Rosso (Propriétaire de la marque de vêtements Diesel) a Vicence pour devenir le L. R. Vicence Virtus basé à 44 km dans la ville de Vicence mais qui continue d’avoir une équipe jeunes à Bassano del Grappa.

## Historique
- 1920 - fondation du club sous le nom Associazione Calcio Bassano.
- 1934 : Changement de nom Associazione Sportiva Fascista Bassano.
- 1937 : Dissolution.
- 1940 : Recréé sous le nom Associazione Fascista Calcio Bassano.
- 1945 : Refondé sous le nom Associazione Calcio Bassano
- 1968 : Fusion avec Associazione Calcio Virtus et devient Associazione Calcio Bassano Virtus
- 1996 : Changement de nom Bassano Virtus 55 Soccer Team.
- 2005-2014 : Évolue en Série C2 qui est renommé Ligue Pro Deuxième Division.
- 2014- : Évolue en Lega Pro.
- 2018 : il est déplacé a Vicence pour le changement de nom en L. R. Vicence Virtus, après la faillite du Vicence Calcio.

## Identité du club

### Changements de nom
- 1920-1935 : Associazione Calcio Bassano
- 1935-1940 : Associazione Sportiva Fascista Bassano
- 1940-1945 : Associazione Fascista Calcio Bassano
- 1945-1968 : Associazione Calcio Bassanese
- 1968-1996 : Associazione Calcio Bassano Virtus
- 1996- : Bassano Virtus 55 Soccer Team[Note 1]

### Couleurs et logo
Les couleurs du club, le jaune et le rouge, sont empruntées à un manteau héraldique des armoiries de la ville de Bassano del Grappa. La tenue de l'équipe lorsqu'elle dispute ses rencontres à domicile est généralement composées des couleurs citées ci-dessus, disposées en bandes verticales de largeur égale.

Ancien logo

## Joueurs et personnalités du club

### Anciens entraîneurs
- Gianni De Biasi
- Giuseppe Pillon

### Joueurs emblématiques
- Luigi Beghetto
- Gianni De Biasi
- Marino Magrin
- Fabio Moro
- Carlo Nervo
- Mario Stancanelli
- Francesco Peron

## Aspects économiques et financiers

### Équipementiers
- 1920-2006 : ?
- 2006-2008 :  Kappa
- 2008-2012 :  Adidas
- 2012- :  Lotto

### Sponsors principaux
- 1920-2006 : ?
- 2006-2007 :  Corona &  Selle Italia
- 2007-2008 :  Banca Italease
- 2008-2015 :  Diesel
- 2015- :  Protek